# Vire-vent
Ne doit pas être confondu avec Virevent.
Pour plus de détails, voir Fiche technique et Distribution.
Vire-vent est un film français réalisé par Jean Faurez sorti en 1949.

## Synopsis
Le père et la mère Donadieu vivent dans le domaine de Vire-Vent, dans l'arrière-pays niçois, avec leur fils Justin et leurs filles Claire, Julie et Ninette. La mère est sujette aux crises de folie ; et le père, farfelu, passe l'essentiel de son temps depuis dix ans à creuser le sol de sa propriété car il est convaincu qu'une jarre contenant au moins 1,5 million de francs en pièces d'or y avait été enterrée par l'ancien propriétaire. L'aînée des filles, Claire, séduit un vacher et fromager, Paul Chapus, descendu de sa montagne pour rendre visite à une petite cousine. Après qu'elle l'a épousé, Chapus mène sa belle-famille à la baguette en réhabilitant la valeur travail..., mais en faisant disparaître toute joie dans la maisonnée. Cependant,la révolte gronde ; et quand Chapus s'absente pendant un mois pour se rendre au chevet de son père mourant, c'est à nouveau la fête permanente à Vire-Vent. Découvrant à son retour que l'on ne vit pas de la même manière à la montagne et dans la plaine, Chapus retourne chez lui, seul et désabusé..

## Fiche technique
- Titre : Vire-vent
- Réalisation : Jean Faurez
- Scénario : Pierre Rocher, René Moulaert et Jean Faurez
- Dialogue : Pierre Rocher
- Photographie : Jacques Mercanton
- Photographe de Plateau : Léo Mirkine
- Musique : Georges Van Parys
- Montage : Charles Bretoneiche
- Décors : René Moulaert
- Son : Constantin Evangelou
- Production : Francinex
- Format :  Noir et blanc - 1,37:1 - 35 mm - Son mono
- Pays :  France
- Genre :  Comédie
- Durée : 98 minutes
- Date de sortie : 
  - France - 8 avril 1949
- Visa d'exploitation : 7829
- Affiche : Marcel Jeanne (France)

## Distribution
- Roger Pigaut : Paul Chapus
- Sophie Desmarets : Claire Donadieu
- Louis Seigner : M. Bourride
- Mady Berry : la mère Donadieu
- Guy Decomble : Justin
- Marie Daëms : Julie
- Fernand René : le père Donadieu
- Marina de Berg : Ninette
- Jacques Passy : Timoléon
- Paulette Élambert : la troisième fille
- Pierrette Caillol, Claire Gérard et Raymone : les commères
- Marcel Mérovée
- Henri Poupon
- Jean-François Martial